# 雲南府

雲南省の雲南府の位置（1820年）

雲南府（うんなんふ）は、中国にかつて存在した府。明代から民国初年にかけて、現在の雲南省昆明市一帯に設置された。

## 概要
南詔により鄯闡府が置かれた。大理国においても引き続き鄯闡府とされた。
1255年（憲宗5年）、モンゴル帝国により昆明県に善闡万戸府が置かれた。1270年（至元7年）、元により善闡万戸府は善闡路に昇格した。1276年（至元13年）、善闡路は中慶路と改称された。中慶路は雲南等処行中書省に属し、録事司と直属の昆明・富民・宜良の3県と晋寧州に属する呈貢・帰化の2県と安寧州に属する禄豊・羅次の2県と昆陽州に属する三泊・易門の2県と嵩明州に属する楊林・邵甸の2県、合わせて1司4州11県を管轄した。
1382年（洪武15年）、明により中慶路が雲南府と改められた。雲南府は雲南省に属し、直属の昆明・富民・宜良・羅次の4県と晋寧州に属する呈貢・帰化の2県と安寧州に属する禄豊県と昆陽州に属する三泊・易門の2県と嵩明州、合わせて4州9県を管轄した。
清のとき、雲南府は雲南省に属し、昆明・富民・宜良・羅次・呈貢・禄豊・易門・晋寧州・安寧州・昆陽州・嵩明州の4州7県を管轄した。
1913年、中華民国により雲南府は廃止された。